# Autheuil (Orne)
Autheuil – miejscowość i dawna gmina we Francji, w regionie Normandia, w departamencie Orne. W 2013 roku jej populacja wynosiła 142 mieszkańców. 
W dniu 1 stycznia 2016 roku z połączenia 10 ówczesnych gmin – Autheuil, Bivilliers, Bresolettes, Bubertré, Champs, Lignerolles, La Poterie-au-Perche, Prépotin, Randonnai oraz Tourouvre – utworzono nową gminę Tourouvre-au-Perche. Siedzibą gminy została miejscowość Tourouvre. 